# Ким Мире
Ким Мире (романизовано са кореј. Kim Mi-rae; Пјонгјанг, 7. април 2001) елитна је скакачица у воду и репрезентативка Северне Кореје у овом спорту. Њена специјалност су скокови са торња са висине од 10 метара, како у појединачној тако и у конкуренцији синхронизованих парова. 
На међународној сцени дебитовала је на ЛОИ 2016. у Рију где се такмичила у синхронизованим скоковима са торња. У пару са Ким Кукхјанг освојила је четврто место са 322,44 бодова. 
Највећи успех у каријери остварила је на Светском првенству у скоковима у воду 2017. у Будимпешти где је освојила две медаље, сребро у синхронизованим скоковима са торња (такође у пару са Ким Кукхјанг) и бронзу у синхронизованим скоковима са торња у миксу (у пару са Хјон Илмјонгом). У појединачним скоковима са торња заузела је 4. место са свега 6,40 бодова заостатка за трећепласираном Кинескињом Жен Ћен.